# Andrena aurihirta
Andrena aurihirta là một loài Hymenoptera trong họ Andrenidae. Loài này được Donovan mô tả khoa học năm 1977.